# リス (企業)
リス株式会社（英: RISU Co., Ltd.）は岐阜県岐阜市に本社があるプラスチック製品の製造・販売する日本の企業である。リスのプラスチックグループの中核企業。
社名の由来はリスのように製品が誰からも愛されるようにという願いと、リスが冬に備えて夏の間に食物を蓄える働き者であることが理由に「リス」が選ばれた。

## 沿革
- 1953年（昭和28年）4月 - 岐阜プラスチック工業を設立。
- 1986年（昭和61年）1月21日 - 岐阜プラスチック工業より、日用品事業を独立させてリス株式会社を設立。
- 1993年（平成5年） 3月 - 分類ゴミ容器（ベルク）の販売開始
- 1997年（平成9年）  - 台所用品（パッセ）の販売開始
- 2009年（平成21年）2月 - キッチンウェア（スタビアリュクス）の販売開始
- 2010年（平成22年）9月 - コンテナスタイルII（ゴミ容器）がグッドデザイン賞を受賞
- 2011年（平成23年）4月 - キャスター付きゴミ容器（キャスターペール）の販売開始
- 2011年（平成23年）9月 - バイオゴミ容器を販売開始
- 2012年（平成24年）1月 - 直営ショップ「Living雑貨リスオンラインショップ」を楽天市場に出店
- 2012年（平成24年）3月 - オーブンレンジ調理容器（クッキングディッシュ）の販売開始
- 2014年（平成26年）2月 - リベラリスタ(LIBERALISTA)シリーズの販売開始
- 2015年（平成27年）8月 - 直営ショップ「リスプロショップ」を楽天市場に出店
- 2016年（平成28年）3月 - 直営ショップ「リスオンラインショップ」をAmazonに出店

## グループ会社
- 岐阜プラスチック工業株式会社
- リスパック株式会社
- リス興業株式会社
- リス株式会社
- リスジョイントプロダクツ株式会社
- 東栄菅機株式会社
- 大岐阜ビル株式会社
- 橋爪運輸株式会社

## 所在地
- 本社 - 〒500-8721　岐阜県岐阜市神田町9丁目27番地　大岐阜ビル10階
- 名古屋営業所 - 〒500-8721　岐阜県岐阜市神田町9丁目27番地　大岐阜ビル10階
- 東京支店 - 〒103-0002　東京都中央区日本橋馬喰町1丁目6番7号
- 大阪支店 - 〒550-0003　大阪府大阪市西区京町堀1丁目6番4号（アーバンリサーチビル5階）
- 福岡営業所 - 〒812-0016　福岡県福岡市博多区博多駅南1丁目2番15号（事務機ビル5階）

## 製品カテゴリ
- 清掃用品
- 浴室用品
- 卓上用品
- 台所用品
- 屋外用品
- 漬物用品
- 業務用雑貨

## ブランド
- TRUNKCARGO - トランクカーゴ
- LIBERALISTA - リベラリスタ
- HOME&HOME - ホーム&ホーム
- CONTAINER STYLE - コンテナスタイル
- SEAL BUCKET - シールバケツ
- BELC - ベルク
- GK - ジーケー
- ACTIVE BUCKET - アクティブバケツ
- pale pail - ペール ペール
- SABIRO - サビロ
- URBANO - アルバーノ
- flection - フレクション
- SOLOW - ソロウ
- LATTE STYLE - ラテ スタイル
- smooth - スムース
- WORK&WORK - ワーク&ワーク
- CASTER PAIL - キャスターペール
- Bloom - ブルーム
- Nobble - ノーブル
- stavia LUXE - スタビアリュクス
- Lasrevinu - ラスレヴィーヌ
- Franktime - フランクタイム
- Firuro chou chou - フィルロ シュシュ
- PASSE HARD - パッセハード
- PASSE TIGHT - パッセタイト
- つけもの樽
- 漬物づくり